# 愛百合女学院へようこそ
『愛百合女学院へようこそ♥』（あいゆりじょがくいん-）は、成田空子・著、CHI-RAN・画の百合を題材とした官能小説である。プランタン出版(フランス書院)・ティアラ文庫より2009年6月3日に刊行された。

## あらすじ
主人公の森永苺はジュニアハイスクール時代、転校続きで、日本が恋しくなり、全寮制女子校・愛百合女学院に入学するが、入学式にフリルいっぱいのエプロンドレスで臨み、校則違反だとして生徒会に注意され、早々退学を宣告されてしまう。しかし苺は、制服の着用を頑として拒否し、学校側から半年の執行猶予をもらうことができたが･･････。

## 登場人物
森永苺（もりなが　いちご）
本作品の主人公。のんきでお気楽な性格で、ブリっ子の15歳。日本に帰国し、全寮制であることと私服OKという理由で愛百合女学院に入学するが、取り寄せたパンフレットが古く、制服着用であることを知らずにアリス系ドレスで入学式に臨んでしまう。髪型はくるくるとした巻き毛のツインテール。制服嫌いで、特に太腿から膝頭まで続いた長い傷跡が、幼き日の交通事故の後遺症として残り、丈の短いスカートを穿くのを嫌がっている。
美樹本愛羅（みきもと　あいら）
生徒会長。苺の運命の王子様。髪型はロングの黒髪で、細身の長身と容姿端麗で、全国模試ではトップクラスになるほど成績優秀と、文句なしのお嬢様である。可愛いものや洋服が大好きである。
今泉梨里子（いまいずみ　りりこ）・今泉瑠々子（いまいずみ　るるこ）
梨里子は生徒会役員書記で、瑠々子は生徒会役員会計。声もそっくりで、そろってしゃべっているとステレオ放送のようである。苺を目の敵とし、苺にねちねちと陰湿ないじめをする。
北条円香（ほうじょう　まどか）
生徒会副会長の3年生。ショートヘアと見上げるほどの長身で、クールな美少年を彷彿とさせるスポーツ万能な王子様タイプ。
梅原小梅（うめはら　こうめ）
保険医の先生。年齢不詳。髪型いつもお団子に結いあげ、銀縁メガネをかけている。禁煙であるはずの保健室でたばこを吸うほどのチェーンスモーカー。林子とは幼なじみ同士でもある。
林子（りんこ）
苺の義母。世界的に演奏活動をしているバイオリニスト。苺の実の両親が交通事故で亡くなり、孤児となってしまった苺を引き取り、たっぷりの愛情と優しさで苺を育ててきた。心配性でさびしがり屋で、苺が日本へ帰国することに否定的だった。年齢不詳なほどの童顔である。夫は世界的に活躍している指揮者。
小野瀬美姫（おのせ　みき）
苺の同室者。3年生。

## 愛百合女学院
本作品の舞台となる全寮制の女子校。在校生のほとんどは大企業の社長令嬢や名門旧家のお姫様たちである。もともと私服着用も可能であったが、5年前に制服着用が義務化された。制服は藍色のダブルブレザーで丈の短いスカート。

## 書誌情報
- 2009年6月20日初版 ISBN 9784829665022